# Miss International 1979
Miss International 1979, diciannovesima edizione di Miss International, si è tenuta presso Tokyo, in Giappone, il 12 novembre 1979. La filippina Melanie Marquez è stata incoronata Miss International 1979.

## Risultati

### Piazzamenti
| Risultato finale        | Concorrente                         |
| ----------------------- | ----------------------------------- |
| Miss International 1979 | - Filippine - Melanie Marquez       |
| 2ª classificata         | - Stati Uniti - Anna Maria Rapagna  |
| 3ª classificata         | - Austria - Elisabeth Schmidt       |
| 4ª classificata         | - Finlandia - Kate Elizabeth Nyberg |
| 5ª classificata         | - Giappone - Hideko Haba            |

### Riconoscimenti speciali
| Riconoscimento        | Concorrente                           |
| --------------------- | ------------------------------------- |
| Best National Costume | - Filippine - Melanie Marquez         |
| Miss Friendship       | - Guam - Vivian Elaine Indalecio      |
| Miss Photogenic       | - Germania - Claudia Katharina Herzog |
| Miss Kimono           | - Grecia - Despina Triantafyllidou    |

## Concorrenti
- Argentina - Ana Maria Soliman Iribarne
- Australia - Regina Reid
- Austria - Elisabeth Schmidt
- Belgio - Françoise Hélène Julia Moens
- Bolivia - Sonia Beatriz Villarroel
- Brasile - Suzane Ferreira de Andrade
- Canada - Karen Vanderwoude
- Cile - Paulina Quiroga
- Colombia - Ivonne Margarita Guerra de la Espriella
- Corea del Sud - Kim Jin-sun
- Costa Rica - Maria Lorena Acuña Karpinski
- Danimarca - Eva Bjerre Johanssen
- Filippine - Mimilanie "Nene" Laurel Marquez
- Finlandia - Kate Elizabeth Nyberg
- Francia - Martine Juliette David
- Germania - Claudia Katharina Herzog
- Giappone - Hideko Haba
- Grecia - Despina Triantafyllidou
- Guam - Vivian Elaine Indalecio
- Hawaii - Zoe Ann Roach
- Honduras - Lilian Anibeth Rivera
- Hong Kong - Maria Chung Wai-Ping
- India - Neeta Pravin Painter
- Irlanda - Lorraine Marion O'Conner
- Islanda - Sigrun Bjork Sverrisdóttir
- Israele - Rachel "Helly" Ben-David
- Italia - Nivez Bordignon
- Jugoslavia - Manuela Mitic
- Malta - Carmen Sue Asciak
- Messico - Marcela Díaz Portilla
- Nicaragua - Maria Elena Amador
- Norvegia - Unni Margrethe Öglaend
- Paesi Bassi - Mary Maria Johanna Adriana Kruyssen
- Portogallo - Maria Luisa da Silva
- Regno Unito - Beverly Isherwood
- Singapore - Annie Tan Chen Chiau Chuin
- Spagna - Yolanda Maria Hoyos Vega
- Stati Uniti - Anna Maria Rapagna
- Svezia - Anna Angela Bratt
- Thailandia - Phattamavadee Ann Thanaputti
- Turchia - Serra Nigar Sengul
- Uruguay - Nidia Silvera
- Venezuela - Nilsa Josefina Moronta Sangronis

### Ritiri
- Malaysia - Nancy Foo
- Svizzera - Gaby Bosshard